# Rezerwat Hitoy - Cerere
Rezerwat Hitoy – Cerere (hiszp. Reserva Biológica Hitoy-Cerere) – rezerwat przyrody założony w 1978 roku, położony w Kostaryce, u północnych podnóży Cordillera de Talamanca, około 60 km na południe od portu w Limon. Powierzchnia 9154 ha.
Jest jednym z najmniej znanych rezerwatów w kraju. W jego obrębie znajdują się górne dopływy rzek Hitoy i Cerere. Poprzecinany jest siecią górskich rzek z wodospadami i kataraktami. Jego południowo-zachodnia część zdominowana jest przez dolinę rzeki Telire. Południowo-wschodnia część zaś ograniczona jest przez wzgórza Kurkiribeta i Uruchica. W obrębie jego granic wyróżnia się następujące szczyty: Bobocara (798 m n.p.m.) i Jacron.
Deszcze padają tu niemal nieustannie, zwłaszcza w okresie od lipca do sierpnia oraz od listopada do grudnia. Przeciętne opady wynoszą 3500-4000 mm rocznie. Klimat jest bardzo gorący i wilgotny z temperaturami od 25,5 °C na nizinach do 20,5 °C w górach.
Duża wilgotność sprzyja rozwojowi wiecznie zielonych lasów. Większość z drzew w wyższych partiach rezerwatu osiąga wysokości powyżej 30 metrów, a nawet dochodzi do 50 metrów. Typowymi gatunkami drzew są tu: tamarynd, bawełnice, drzewa Santa Maria, possum, cedry, nargusty. Wszystkie spowite są mchami oraz innymi epifitami.
Również fauna jest bogata i zróżnicowana (m.in. trójpalczaste leniwce, mrówkojadki, oposy czterooczne, rzeczne wydry, tajki, jaguary, tygryski, tapiry, czerwone jelenie, wyjce, kapucynki, pekari obrożne). Zarejestrowanych jest tu ponad 115 gatunków ptaków (m.in. kacyki Montezumy, sępy królewskie, trygony, tukany, kolibry, sowy, zielone zimorodki). Wilgotne i gorące tereny są także domem dla wielu gatunków węży, żab, motyli i tysięcy insektów.